# Мауріціо Гальбайо
Мауріціо Гальбайо (італ. Maurizio Galbaio) (нар. ? — пом. 787) — 7-й венеційський дож у 764—787 роках.

## Життєпис
Мауріціо Гальбайо був уродженецем Гераклеї. Він заявляв про своє походження від імператора Гальби, та знаменував собою повернення до старої провізантійської традиції. Його родина була з посесорів — орендарів маєтків, що була пов'язана з земельною знаттю. Можливо був одним з трибунів в період урядування дожа Доменіко Монегаріо, після повалення якого перебрав владу. При цьому відзначився як гарний управлінець.
Вправно протистояв незалежній, франкській та лангобардській партіями, відстоюючи підпорядкованість Візантії. За це отримав від імператора Лева IV посаду військового магістра та почесний титул іпата. Разом з тим Гальбайо зумів розширити повноваження влади дожа, яка перестала бути суто бюрократично-військовою. При цьому зміг забезпечити внутрішній спокій дукату.
Разом з тим підтримував союз з папою римським Павлом I, а також відновив союз з франкським королем Піпіном III. Але смерть обох у 768 році погіршило становище Венеції. Цим скористався лангобардський король Дезидерій, що 770 року захопив Істрію, яка входила до Венеційського дукату, та околиці міст дукату, захопивши дожового сина Джованні. Внаслідок цього Істрія відокремилася від Венеційського дукату. 
Загрозу від лангобардів зникла внаслідок військової кампанії 773—774 років франкського короля Карла I. Надалі не підтримував дії Візантії проти франків, обравши курс на здобуття повної незалежності.
775 року на острові Оліволо переосвятив стару церкву Св. Сергія і Вакха, надавши нову назву — церкву Сан-П'єтро ді Кастелло. Того ж року дож сприяв заснуванню єпархії Оліволо, таким чином створивши церковну інституцію, повністю відокремлену від материка, що викликало конфлікт з Джованні IV, патріархом Нової Аквілеї. 778 року Мауріціо Гальбайо призначив собі співправителя, свого сина Джованні Гальбайо.
В останні роки правління Мауріціо Гальбайо Венеція постійно розширюється, дедалі більше і більше островів лагуни і прибережних районів він збирає під своє правління, зокрема острів Ріальто. Але спроби повернути собі Істрію виявилася невдалою: її у 787 році захопили франки. Також венеційські рибалки та торгівці-работоргівці були вигнанні з П'ятиграддя, майно яких було конфісковано на користь папи римського Адріана I.